# ピアリー極地探検章
ピアリー極地探検章（ピアリーきょくちたんけんしょう, 英語: Peary Polar Expedition Medal）はアメリカ合衆国の栄典で、ロバート・ピアリー率いる北極点探査（1908−1909年）に参加した6名に贈られた。1944年に議会承認を受け、アメリカ海軍長官から銀製の記念章が授与された。ピアリー極地探検記念章とも。

## 確立
メダルの制定根拠は1944年1月28日に成立した条文で、法文は『1908年から1909年のピアリー極地探検隊の構成員に銀メダル贈呈を規定する法律』と題して遠征に奉仕した功績を讃え、隊員6名に授与することが決まった。アメリカ造幣局で銀メダルをつくり、合衆国海軍長官の手により贈呈者である合衆国議会の名のもとに授与された。ただしピアリーは受章していない。
合衆国の叙勲順位により上位はサムソン章（英語）、下位はNC-4章（英語）である。

## 外観
メダルの直径は1.5インチ (3.8 cm)、表面の右手に刻んだピアリー隊長は毛皮のパーカーを着てウォーキングポールの上端を握っている。その下の銘文は3行にわたり名称を「PEARY POLAR EXPEDITION 1908-09」と記した。外周に羅針盤の方位を示す点を配し、北の位置に針の矢印の代わりにフルールドリスを描いた。
裏面には8行の銘文を刻む。大意は次のとおり。
科学分野における1908-1909年の極地探査の隊員として、また探査の趣旨であるピアリー提督の北極点発見を支援した功績を顕彰し、アメリカ合衆国議会より贈呈する。
銘文を挟み、上部に星条旗とその左右にそり犬を配置。同下部にかんじきの形をした記名欄を設け、受章者の名前を刻印した。
メダルの白い綬は両端を幅0.25インチ (0.64 cm)のアイスブルーの線がふちどる。

## 受章者
6名が規準の条文で指名された。アルファベット順に一覧する。
- 隊員　ロバート・A・バートレット大佐（Robert A. Bartlett）
- 隊員　ジョージ・ボルップ（George Borup）
- 隊医　ジョン・グッドセル医学博士（John Goodsell）
- 隊員　マシュー・A・ヘンソン（Matthew A. Henson）
- 隊員　ドナルド・B・マクミラン少将（Donald B. MacMillan）（アメリカ海軍予備役、USNR）
- 隊員　ロス・ギルモア・マーヴィン（Ross Gilmore Marvin）

### 注
1. ↑  ピアリーは受章資格がありながら、受け取っていない。理由は不明。